# Josef Urban
Josef Urban   (Bylany (Chrášťany), 17 de juny de 1899 - Praga, 2 de setembre de 1968) va ser un lluitador txecoslovac, especialista en lluita grecoromana, que va competir durant les dècades de 1920 i 1930.
El 1928 va prendre part en els Jocs Olímpics d'Amsterdam, on fou cinquè en la competició del pes pesant del programa de lluita grecoromana. Quatre anys més tard, als Jocs de Los Angeles, va guanyar la medalla de plata en la mateixa competició.
En el seu palmarès també destaquen tres medalles al Campionat d'Europa del pes pesant de lluita grecoromana, una de plata, el 1926, i dues de bronze, el 1927 i 1928.